# 珠光钟螺
珠光钟螺（学名：Microgaza corona），是原始腹足目钟螺科Microgaza属的一种。主要分布于台湾，常栖息在深海。